# 벤즈트로핀
벤자트로핀(Benzatropine, 국제일반명)은 대한민국과 미국, 일본 등지 에서 벤즈트로핀(benztropine)이라 흔히 불리는 약물이다. 파킨슨병이나 지연성 이상운동과 같은 운동장애나, 항정신병제 사용의 부작용으로 나타나는 추체외로증상, 가령 좌불안석증 등의 치료에 쓰인다. 지연성 이상운동에는 쓰이지 않는다. 경구 투여, 정맥 주사, 근육 주사로 투여한다. 치료 효과는 2시간 내로 관찰되어 10시간까지 지속된다.
흔한 부작용은 항콜린성 효과로 인한 구강건조증, 시야 흐림, 구역질, 변비 등이 있다. 심각한 부작용에는 요폐, 환각, 열중증, 운동실조증 등이 있다. 임신이나 수유 중 사용이 안전한지는 명확하지 못하다. 벤즈트로핀은 항콜린제로, 무스카린성 아세틸콜린 수용체에 길항제로 작용한다.
미국에서는 1954년 사용이 승인되었다. 복제약으로 이용 가능하다. 2020년 한 해 동안 미국에서 200만 건 이상 처방되며 229번째로 많이 처방된 약물로 기록되었다. 코젠틴(Cogentin) 등의 상품명으로 판매된다.